# Winteruur (televisieprogramma)
Winteruur is een Vlaams praatprogramma dat sinds oktober 2015 in het najaar wordt uitgezonden op Canvas. Het programma wordt gepresenteerd door Wim Helsen.
Het programma wordt tijdens de herfst en de winter van maandag tot en met donderdag uitgezonden. Helsen voert iedere aflevering een 10 minuten durend gesprek met een gast die telkens een korte tekst meebrengt waar de persoon in kwestie een bepaalde waarde aan hecht. De gesprekken worden gevoerd in het bijzijn van de blonde labrador Boris (seizoen 1 - 3), de golden retriever Swami-Bami (seizoen 4 - 7) of de golden retriever Ighor (seizoen 8 - heden).
Van 2015 tot en met 2019 werd het programma telkens genomineerd voor de HA! van Humo.
Het programma is ook te beluisteren in podcastvorm.